# Espaldón
El espaldón es una obra de fortificación que se construye en los sitios de las plazas de guerra con sacos de tierra, cestones, gaviones, fajinas o de tierra apisonada, sirviendo de plataforma el mismo nivel del suelo, abriendo una zanja de dos pies de profundidad a los costados de cada pieza para que los artilleros se coloquen en ella y estén defendidos del fuego enemigo. 
A los sitiadores les sirve para ocultar sus baterías, tropa y trabajadores, cuando hay necesidad de colocarlos en un paraje dominado por los fuegos del enemigo. Los sitiados la aprovechan para cubrir la artillería de una casamata, una plaza baja o de un flanco: en este caso el espaldón es de forma cuadrada y está revestido de un muro o de una pared. También se da el nombre de espaldón a la parte del baluarte que se prolonga por el flanco siempre que sea cuadrado, pues siendo redondo se llama orejón. Suelen también algunos autores llamar así a un medio baluarte compuesto de una cara y un flanco, que por lo común se construye a la cabeza de un hornabeque, obra coronada o de una cola de golondrina. 
Los espaldones se colocan igualmente en los ángulos de una plaza fortificada para poner la tropa y la artillería a cubierto de las enfiladas y de las baterías a rebote. Estos espaldones se diferencian de los parapetos en que la fusilería no puede hacer fuego por encima de ellos. 